# McDonnell Douglas MD-12
Il McDonnell Douglas MD-12 fu un progetto di aereo di linea ipotizzato dalla McDonnell Douglas nel 1992 per lo sviluppo di un "superjumbo", la cui prima versione aveva tre motori. Il progetto venne successivamente abbandonato poiché la McDonnell Douglas non ricevette alcun ordine. Il design avrebbe dovuto essere simile al Boeing 747. Successivamente allo studio dell'MD-12 venne sviluppato l'MD-XX derivato dall'MD-11, ma anch'esso venne abbandonato poco dopo.

## Storia del progetto

### Contesto
La McDonnell Douglas iniziò lo sviluppo di una versione più grande dell'MD-11 chiamata MD-12X trijet. L'MD-12 venne presentato nell'ottobre del 1991. Le dimensioni erano molto imponenti per l'epoca: 72,5 metri di lunghezza, 64,8 metri di apertura alare e 3 motori (trijet). Nel novembre dello stesso anno venne firmato tra McDonnell Douglas e Taiwan Aerospace Corporation un memorandum per formare una compagnia per lo sviluppo del "superjumbo". La compagnia avrebbe dovuto avere come azionisti la McDonnell (51%), la Taiwan Aerospace (41%) e il rimanente 9% suddiviso tra compagnie asiatiche.

### MD-12
Nel 1991 la McDonnel Douglas separò l'attività civile da quella militare per ottenere i 4 milioni di dollari necessari allo sviluppo dell'MD-12X in versione trimotore. La separazione della parte militare di McDonnell si rese necessaria poiché lo sviluppo del costoso C-17, aveva portato ad una perdita economica alla società, mentre la parte civile (che produceva MD-80 e MD-11) avrebbe attratto più facilmente investitori stranieri.
Abbandonato il progetto a 3 motori iniziò lo sviluppo di un MD-12 con 4 motori e due ponti di volo sovrapposti. Le dimensioni diminuirono rispetto al precedente progetto a 3 motori: 63,4 metri di lunghezza (- 9,1 metri) e 64,9 metri di apertura alare. La presentazione dell'MD-12 avvenne nell'aprile del 1992. Il design era simile all'Airbus A3XX (il prototipo dell'A380) e al Boeing NLA. La Douglas Aircraft aveva già sviluppato un aereo a due ponti di volo nel 1960.
Il primo volo sarebbe dovuto avvenire nel 1995 e le consegne iniziare nel 1997. Malgrado una politica di marketing massiccia ed aggressiva, soprattutto nella stampa specializzata, la McDonnell Douglas non ricevette alcun ordine e la Taiwan Aerospace abbandonò il progetto. Un aereo a doppio ponte sembrava troppo costoso e complesso per essere costruito anche da aziende più grandi come Airbus e Boeing. Per vedere un aereo a doppio ponte costruito in serie si dovette aspettare il 2004 con l'Airbus A380.

### MD-XX
Fallito il progetto con l'MD-12, la McDonnell Douglas sviluppò un velivolo da 300 a 400 posti dall'MD-11. Al Farnborough International Air Show nel 1996, il nuovo aereo trimotore a lungo raggio, MD-XX, venne presentato ufficialmente in due varianti: MD-XX con una fusoliera allungata e l'MD-LR per il lungo raggio. Entrambe le varianti avevano la stessa apertura alare dell'MD-12 mentre l'MD-XX era 9,8 metri più lungo dell'MD-11 con 375 passeggeri in 3 classi oppure 515 in classe economica. Il raggio di azione era di 7.020 nmi (13.000 km). La versione MD-LR condivideva le stesse dimensioni dell'MD-XX mentre il raggio di azione è stato portato fino a 15.400 km ( + 2.400 km). Tuttavia, nell'ottobre dello stesso anno, il consiglio di amministrazione della McDonnel Douglas decise di interrompere lo sviluppo ritenendolo troppo oneroso per la società.

## Aeromobili simili
- Airbus A380
- Boeing NLA
- Boeing 747X
- Ilyushin IL-96 550